# Arado Ar 396
L'Arado Ar 396 era un monomotore da addestramento avanzato ad ala bassa prodotto dall'azienda tedesca Arado Flugzeugwerke GmbH negli anni quaranta.
Derivato dal precedente Ar 96 ne era una variante realizzata in materiali non strategici e venne utilizzato dalle scuole di volo della Luftwaffe nell'ultimo periodo della seconda guerra mondiale.

## Storia del progetto
Negli anni quaranta il Reichsluftfahrtministerium (RLM) assegnò alla Arado il compito di realizzare uno sviluppo dell'addestratore avanzato Ar 96, che era fino ad allora utilizzato con successo nelle scuole di volo della Luftwaffe, migliorandone le caratteristiche generali, tra l'altro l'aumento delle prestazioni tramite l'adozione dei nuovi e più potenti motori V12 Argus As 410 da 465 CV (342 kW) che già equipaggiavano la versione B. Al nuovo velivolo venne assegnato, come da convenzione, la designazione ufficiale Ar 296.
L'azienda tedesca in realtà non sviluppò mai questo velivolo ma gli studi preliminari vennero riutilizzati per soddisfare una nuova richiesta, ovvero l'opportunità di ricavare dai due precedenti progetti un nuovo velivolo in grado di essere realizzato, al contrario del modello da cui derivava, con la maggior quantità di materiali non strategici, principalmente legno; al nuovo velivolo venne assegnata la designazione Ar 396.
La produzione in serie venne assegnata agli stabilimenti della Société Industrielle Pour l'Aéronautique (SIPA), nella Francia occupata, che ne iniziò una modesta quantità dal 1943. La produzione venne interrotta l'anno dopo in conseguenza dello Sbarco in Normandia che costrinse le truppe tedesche ed il personale tecnico alla ritirata. Il modello venne quindi destinato agli stabilimenti Avia e Letov, situati nell'allora Repubblica Slovacca, che continuarono a produrlo in pochi esemplari.

## Impiego operativo
Gli Ar 396 vennero impiegati essenzialmente nelle scuole di volo della Luftwaffe per la formazione degli equipaggi destinati ai reparti di bombardamento, in particolare per l'addestramento alla precisione del tiro dei puntatori.
Durante le fasi finali del conflitto alcuni esemplari di produzione Avia vennero requisiti da partigiani cecoslovacchi durante la rivolta di Praga ed utilizzati

## Versioni
Ar 396 V1
prototipo delle versioni A e B.
Ar 396 A
prima versione di serie, biposto da addestramento avanzato.
- Ar 396A-1

versione monoposto da addestramento caccia.
- Ar 396A-2

versione disarmata da addestramento strumentale.
Ar 396 B
sviluppo della versione Ar 396 A con prestazioni generali e raggio d'azione maggiorati.

### Produzione su licenza e postbellica
Cecoslovacchia
- Avia C.26

versione prodotta su licenza in Cecoslovacchia dell'Ar 96B. Denominazione ceca C.2B.
 Francia
produzione della Société Industrielle Pour l'Aéronautique (SIPA)
- SIPA S-10

versione postbellica interamente metallica di produzione francese derivata dall'Ar 396 e realizzata in 30 esemplari.

## Utilizzatori
Cecoslovacchia
- Češkoslovenske Vojenske Letectvo

operò con la versione postbellica Avia C.2.
 Francia
- Armée de l'air

 Germania
- Luftwaffe

 Slovacchia
- Slovenské vzdušné zbrane